# De sju örfilarna
De sju örfilarna är en tysk komedifilm från 1937 i regi av Paul Martin. Den var en av många tyska 1930-talskomedier med det populära filmparet Willy Fritsch och Lilian Harvey i huvudrollerna. Filmen hade svensk premiär i december 1937 på Palladium.

## Rollista
- Lilian Harvey - Daisy Terbanks
- Willy Fritsch - William Tenson MacPhab
- Alfred Abel - Astor Terbanks
- Oskar Sima - Wennington Laskett
- Erich Fiedler - Ernie Earl of Wigglebottom
- Ernst Legal - Mr. Strawman
- Ernst Behmer
- Erwin Biegel
- Erich Dunskus